# 孔安国

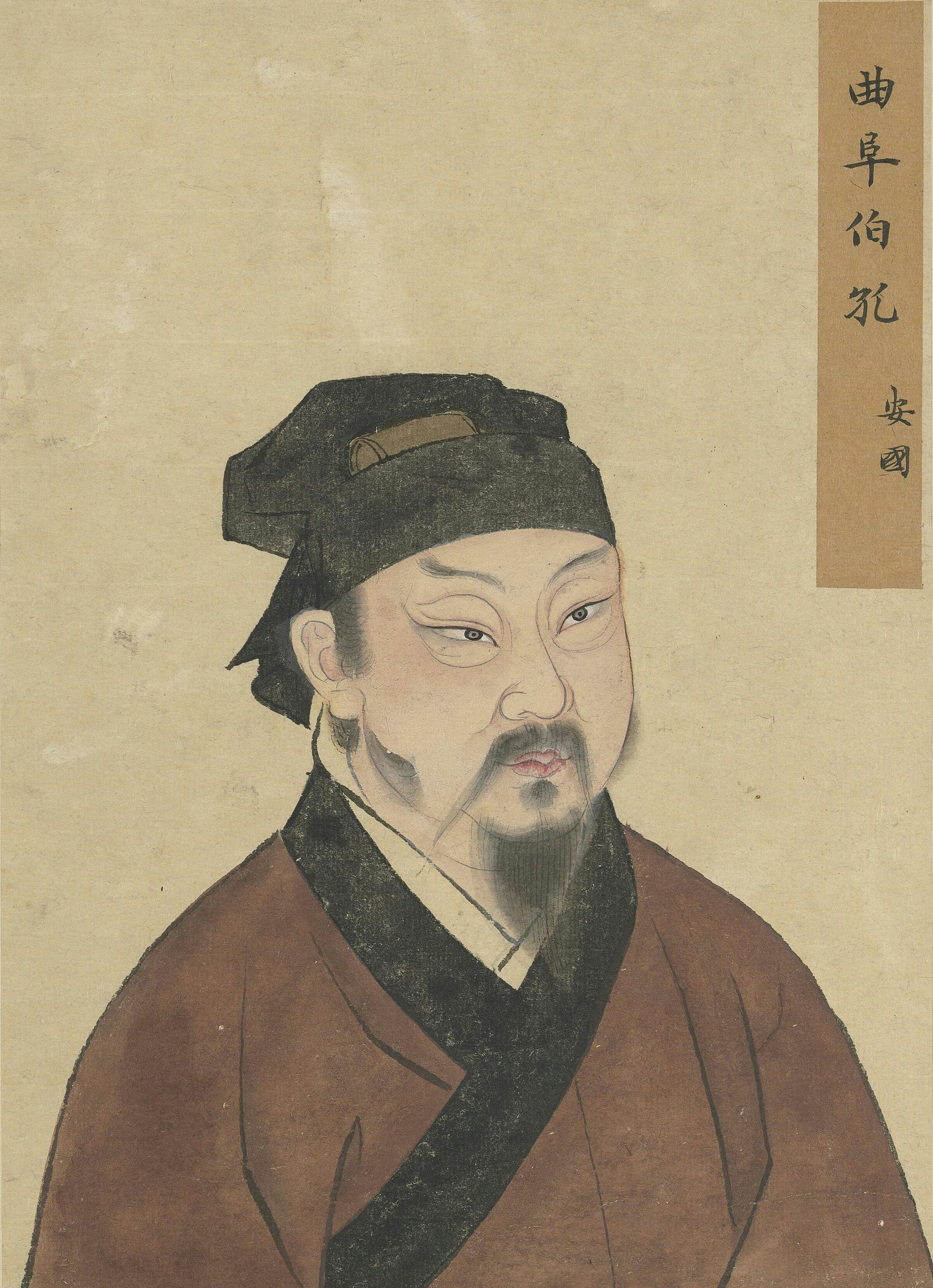
孔安國

孔安国（？—？），字子国，孔子家族成員，西汉鲁国曲阜人，習通經學與董仲舒齊名。学识渊博，《史记》作者司马迁研究《尧典》、《禹贡》等篇时也曾请教于他，后世尊其为先儒。卒年約六十。

## 生平
孔安国为孔子第十二世孙。孔安国少年学《诗經》于申培公，習《尚書》于伏生，名聲傳於魯國。汉武帝拜為五經博士，历任都尉、谏议大夫、临淮太守等职。
鲁恭王壞孔子之宅，以廣宮宇，卻於壁中得蝌蚪文之书，考是秦始皇焚書坑儒時，孔子家族所藏。晚年著有《论语训解》、《古文孝经传》、《孔子家语》等书，成为古文尚书学派的开创者。